# Юй Ліянь
Юй Ліянь (1 червня 2000) — китайська плавчиня.
Учасниця Олімпійських Ігор 2020 року, де у фіналі на дистанції 200 метрів батерфляєм посіла 6-те місце.